# مدرسة الطيران ببرج العامري
مدرسة الطيران ببرج العامري هي مدرسة لطيران المدني، تقع في تونس، أسست سنة 1958.

## لمحة تاريخية
يعود تاريخ المدرسة إلى سنة 1958، إثر تونسة الطيران المدني.
في سنة 1968، و بفضل الدعم المـادي و الفني للمنظمة العالمـــية للطيران المدني و لبعض الدول الصديقة كفرنسا و بلجيكا، أحدثت مدرسة الطيران المدني و الرصد الجوي. و قد لعبت هذه المدرسة دورا متميزا على الصعيد القومي و الأفريقي.
في سنة 1984، أحدثت الأكاديمية الجوية و وقع تركيزها بصفاقس. في سنة 1992، وقع إلحاق مدرسة الطيران المدني و الرصد الجوي بوزارة الدفاع الوطني، ثم تم إدماجها في سنة 1994 مع الأكاديمية الجوية، ليكوّنا معا مدرسة الطيران ببرج العامري الحالية.

## مهمة المدرسة
تتمثل مهمة مدرسة الطيران ببرج العامري في تكوين عسكريين و مدنيين لفائدة وزارة الدفاع الوطني عموما، و جيش الطيران خصوصا، و كذلك لفائدة مؤسسات الطيران المدني في الميادين العسكرية و ميادين الطيران و الملاحة الجوية و الرصد الجوي واختصاصات علمية أخرى.
كما يمكن للمدرسة تنظيم دورات تكميلية و دورات رسكلة و القيام ببحوث علمية و تقنية في نطاق اختصاصها لفائدة مؤسسات وطنية عمومية أو خاصة تتعاقد معها.
و تبقى المهمة الأساسية للمدرسة هي تكوين الضباط لنيل الشهادة الوطنية لمهندس في اختصاصات قيادة الطائرات، والجولان الجوي والأرصاد الجوية والميكانـــيك والتيليميكانيك وأنظمة الطيران والإتصـالات و الإعلامية.
ولقد تمكنت المدرسة من تكوين معظم الفنيين و الطيارين التابعين لشركات الطيران الوطنية وتأهيلهم ورسكلتهم،

## الاختصاصات
تؤمن مدرسة الطيران ببرج العامري لدارسيها التكوين في أحد الاختصاصات التالية:
- قيادة الطائرات
- ميكانيك
- تيليميكانيك
- أنظمة الطيران
- جولان جوي
- رصد جوي
- اتصالات
- هندسة إعلامية

## شروط الالتحاق
يجب على المترشح للالتحاق بمدرسة الطيران ببرج العامري أن يستجيب للشروط التالية:
- أن يكون قد تابع بنجاح الدراسة لـمدة سنتين بمرحلة تحضيرية علمية
- أن يكون مؤهلا صحيا (سياقة الطائرات وجولان جوي)
- أن يكون قد نجح في تربص الانتقاء المسبق للطياريـن (بالنسبة لاختصاص سياقة الطائرات )

## مراحل التكوين
- تكوين المهندسين الطيارين و ينقسم إلى مرحلتين :
  - مرحلة نظرية: تدوم سنة و نصفا و تختم بشهادة الكفاءة النظرية لطيار خط طائرة، طبقا لنظام JAR-FCL: Joint Aviation Requirements – Flight Crew Licensing ، و هو نظام دراسة و امتحانات موحّد في جميع الدول الأوروبية.
  - مرحلة الطيران : تدوم سنة و نصفا و تختم بإحدى الإجازات التالية :
    - طيار نقل و يتم التكوين بمدرسة الطيران ببرج العامري
    - طيار مقاتل وطيار حوامة و يتم التكوين بالوحدات الجوية لجيش الـطيران

يمكن أن يكون التكوين التطبيقي للطيارين مندمجا أو مجزءا. في مجال التكوين التطبيقي المندمج يدوم التكوين 150 ساعة طيرانا للحصول على إجازة طيار محترف و 50 ساعة طيرانا آليا للحصول على كفاءة الطيران الآلي. أما في مجال التكوين التطبيقي المجزأ فهي كما يلي:
- -     - إجازة طيار محترف: 200 ساعة طيرانا
    - كفاءة طيران آلي: 50 ساعة طيرانا
    - و يمكن القيام بتربص طيار خاص فقط و يشمل 45 ساعة طيرانا

وبالنسبة لبقية الاختصاصات يدوم التكوين فيها ثلاث سنوات، يخصّص السداسي الأخير منها لمشروع ختم الدراسة و يحتوي برنامج تكوين المهندس طيلة السنوات الثلاثة على 3800 ساعة مقسمة كالآتي :
- 2300 ساعة تكوينا علميا
- 1500 ساعة تكوينا عسكريا
- تربصين مهنيين إجباريين في نهاية السنة الأولي و الثانية